# Boubakary Soumaré
Boubakary Soumaré (Noisy-le-Sec, 27 febbraio 1999) è un calciatore francese, centrocampista del Leicester City.

## Biografia
Ha origini senegalesi.

## Caratteristiche tecniche
Centrocampista forte fisicamente e abile in fase di interdizione ma anche dotato di una buona visione di gioco e tecnica individuale, è un mediano che all'occorrenza può ricoprire anche il ruolo di difensore centrale.

## Carriera

### Club
Calcisticamente cresciuto nel settore giovanile del Paris Saint-Germain, il 12 luglio 2017 è stato ingaggiato dal Lilla con cui si mette in mostra nella stagione 2020-2021 vincendo il campionato.
Nel luglio 2021 viene ceduto al Leicester City per poco più di 20 milioni di euro.
Il 1º settembre 2023 viene ceduto in prestito al Siviglia.

### Nazionale
Ha giocato nelle nazionali giovanili francesi Under-19 ed Under-21.

## Statistiche

### Presenze e reti nei club
Statistiche aggiornate al 22 febbraio 2024.
| Stagione         | Squadra          | Campionato       | Campionato | Campionato | Coppe nazionali | Coppe nazionali | Coppe nazionali | Coppe continentali | Coppe continentali | Coppe continentali | Altre coppe | Altre coppe | Altre coppe | Totale | Totale |
| Stagione         | Squadra          | Comp             | Pres       | Reti       | Comp            | Pres            | Reti            | Comp               | Pres               | Reti               | Comp        | Pres        | Reti        | Pres   | Reti   |
| ---------------- | ---------------- | ---------------- | ---------- | ---------- | --------------- | --------------- | --------------- | ------------------ | ------------------ | ------------------ | ----------- | ----------- | ----------- | ------ | ------ |
| 2017-2018        | Lilla            | L1               | 14         | 0          | CF+CdL          | 1+2             | 0               | -                  | -                  | -                  | -           | -           | -           | 17     | 0      |
| 2018-2019        | Lilla            | L1               | 18         | 1          | CF+CdL          | 3+1             | 0               | -                  | -                  | -                  | -           | -           | -           | 22     | 1      |
| 2019-2020        | Lilla            | L1               | 20         | 0          | CF+CdL          | 2+2             | 0               | UCL                | 6                  | 0                  | -           | -           | -           | 30     | 0      |
| 2020-2021        | Lilla            | L1               | 32         | 0          | CF              | 3               | 0               | UEL                | 8                  | 0                  | -           | -           | -           | 43     | 0      |
| Totale Lilla     | Totale Lilla     | Totale Lilla     | 84         | 1          |                 | 14              | 0               |                    | 14                 | 0                  |             | -           | -           | 112    | 1      |
| 2021-2022        | Leicester City   | PL               | 19         | 0          | FACup+CdL       | 0+2             | 0               | UEL+UECL           | 6+2                | 0                  | CS          | 1           | 0           | 30     | 0      |
| 2022-2023        | Leicester City   | PL               | 26         | 0          | FACup+CdL       | 1+2             | 0               | -                  | -                  | -                  | -           | -           | -           | 29     | 0      |
| Totale Leicester | Totale Leicester | Totale Leicester | 45         | 0          |                 | 5               | 0               |                    | 8                  | 0                  |             | 1           | 0           | 59     | 0      |
| 2023-2024        | Siviglia         | PD               | 28         | 0          | CR              | 2               | 0               | UCL                | 4                  | 0                  | SU          | -           | -           | 34     | 0      |
| Totale carriera  | Totale carriera  | Totale carriera  | 157        | 1          |                 | 21              | 0               |                    | 26                 | 0                  |             | 1           | 0           | 205    | 1      |

## Palmarès

### Club

#### Competizioni nazionali
- Campionato francese: 1

Lilla: 2020-2021
- Community Shield: 1

Leicester City: 2021